# James Harrison (donneur de sang)
Pour les articles homonymes, voir James Harrison.
James Harrison, né le 27 décembre 1936 à Sydney et mort le 17 février 2025, connu sous le pseudonyme d'« Homme au bras d'or » (Man with the golden arm), est un donneur de sang australien. Il doit sa réputation aux nombreux dons de plasma sanguin, plus d'un millier, qu'il a faits au cours de sa vie et qui ont permis d'éviter la maladie hémolytique du nouveau-né à deux millions d'enfants.

## Biographie
James Harrison naît en 1936. À l'âge de quatorze ans, il subit une chirurgie thoracique majeure pour retirer les deux tiers de son poumon gauche. La réussite de l'opération nécessite une transfusion de treize litres de sang. James reste alité à l'hôpital pendant trois mois pour se rétablir complètement. Prenant conscience que c'est la transfusion sanguine qui lui a sauvé la vie, il fait le serment de donner son sang dès qu'il aura atteint la majorité.
En 1954, il commence à donner régulièrement de son sang. C'est ainsi que des chercheurs découvrent qu'il contient un anticorps anti-D rare et particulièrement puissant pouvant éviter aux femmes enceintes de développer des anticorps anti-D, déclencheur de la maladie hémolytique du nouveau-né (MHN). Grâce au don de son plasma, Harrison prévient la mort par MHN de dizaines de milliers d'enfants. Cette propriété de son sang est jugée si unique que sa vie est couverte par une police d'assurance d'un million AUD. Les recherches sur son sang mènent à la création du RhoGAM, une immunoglobuline anti-D synthétique. Une femme enceinte sur dix, dont le sang est potentiellement incompatible avec celui de son enfant à naître, a reçu du plasma sanguin de James Harrison, y compris sa propre fille Tracey,,. Ses dons auraient sauvé plus de 2,4 millions d'enfants à naître,,.
En 2007, Harrison critique le projet d'autoriser des entreprises étrangères de participer à la collecte et à la gestion du sang en Australie. Il croit que cela diminuera le nombre de volontaires. Sa lettre ouverte paraît à la suite d'une politique d'ouverture des marchés dans le cadre d'une entente de libre-échange avec les États-Unis.
Puisque le plasma sanguin peut être donné toutes les deux semaines, il a fait son 1 000e don en mai 2011. Il a donc donné en moyenne une fois toutes les trois semaines pendant 57 ans. Il a commenté : « Je puis dire que c'est le seul record que je souhaite voir battu, parce que s'il l'est, quelqu'un aura donné mille fois,. »
James Harrison a donné le 11 mai 2018 son plasma pour la dernière fois dans un centre de la Croix rouge. Après 1 170 dons en un peu plus de 60 ans, juste avant ses 81 ans, la limite autorisée.

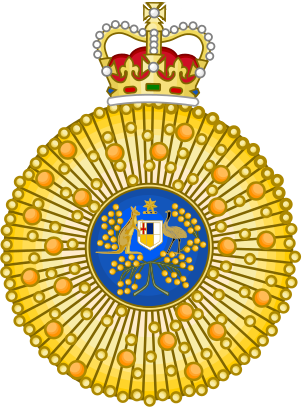
Badge de l'ordre d'Australie.

Il meurt le  17 février 2025.

## Décoration
- Médaille de l'ordre d'Australie (7 juin 1999)[10].

### Citations originales
1. ↑  (en) « I could say it's the only record that I hope is broken, because if they do, they have donated a thousand donations. »